# Демченко Яків Григорович
Яків Григорович Демченко (нар. 8 жовтня 1842 — 1 лютого 1912) — російський та український громадський діяч, публіцист.

## Життєпис
Народився у селі Деньги Золотоніського повіту Полтавської губернії у дворянській родині теоретика права Григорія Демченка, вищу освіту здобув на юридичному факультеті Київського університету. Працював у юридичній сфері усе життя, після відставки жив у родовому маєтку на Херсонщині Відомість набув зі своїми численними публіцистичними роботами, де виступив як активний консерватор, прихильник ідеологічних засад, близьких до чорносотенства, хоча не належав до жодної з чорносотенних організацій. Водночас, на відміну від інших діячів правого табору у деяких роботах Демченко з емоційним захистом українофільського руху звинуватив російську владу в небажанні враховувати українську самобутність і намаганні затерти її примусово.
«Приводом для звинувачень Шевченка у сепаратизмі було те, що він врозумляв нас не цуратися свого славного походження та прекрасної мови, любити та почитати мати-Вітчизну…».
Водночас Яків Демченко був категоричним противником скасування «смуги осілості», твердячи, що це спричинить економічне закріпачення східнослов'янського, і, передовсім, українського населення євреями .

## Проєкт «повороту річок»
Яків Демченко був першим, хто сформулював ідею меліорації посушливих земель Середньої Азії за допомогою великих рік Сибіру. Він вперше виклав цю ідею у невеличкій доповіді Імператорському географічному товариству, і потім неодноразово повертався до неї, намагаючись переконати в її можливості як наукові кола, так і адміністрацію, і навіть середньоазіатських феодальних володарів (хівинського та бухарського емірів). Ідея не знайшла підтримки. Проте протягом XX століття до неї неодноразово повертались, хоча не згадуючи ім'я Демченка.
Син Якова Демченка Всеволод також став громадським діячем правого напрямку.

## Праці
- О наводнении Арало-Каспийской низменности для улучшения климата прилежащих стран. Киев, 1871; Изд. 2-е. Киев
- Заметки по вопросу о нуждах сельскохозяйственной промышленности. Киев, 1903
- Беседы о текущих событиях в России. Киев, 1905
- Правда об украинофильстве. Киев, 1906
- К вопросу о программе правых. Одесса, 1908
- Оклеветание Шевченка некоторыми патриотами. Киев, 1910
- О снятии черты еврейской оседлости. Одесса, 1911